# Гамак

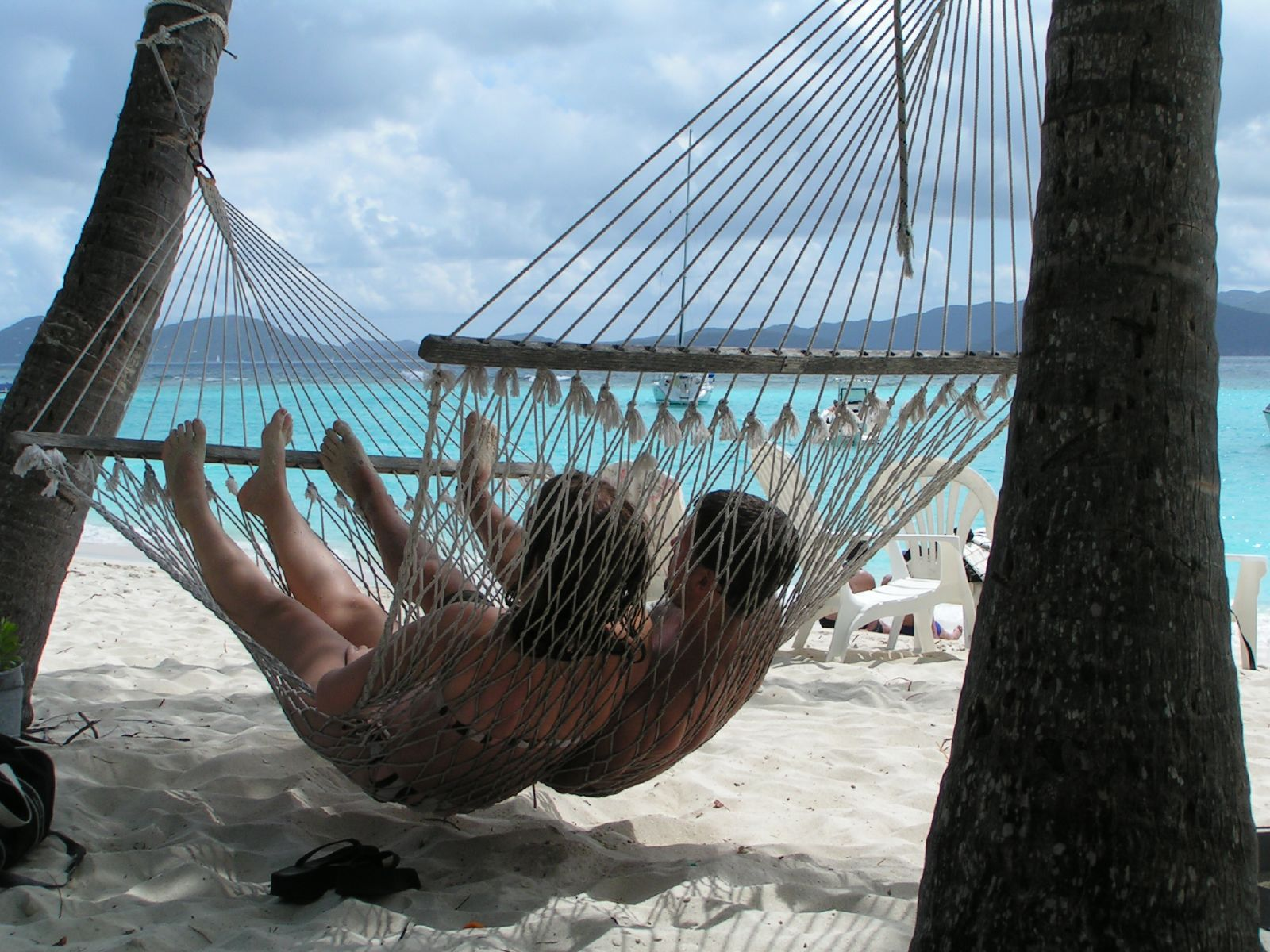
Люди в гамаку

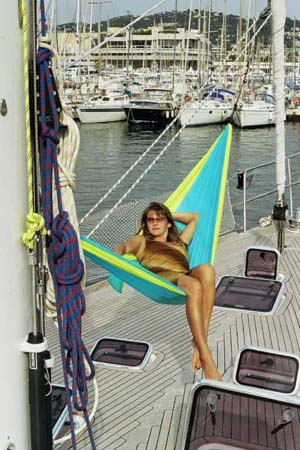

Гамак (фр. hamac, від ісп. hamaca; запозичено з мови карибських індіанців) — предмет меблів, ложе для сну і відпочинку, що являє собою підвішений за два протилежних кінці прямокутний шматок тканини або плетеної сітки.
Вирізняється відносною легкістю виготовлення, установлення й перенесення, можливістю згортання, легкістю чищення.

## Виготовлення
Спочатку виготовлялися шляхом плетіння мотузок з бавовни, пальмових і інших природних волокон. До речі, свою назву гамак дістав від рослини хамак, яку колумбійські індіанці використовували серед інших для плетива гамака. Із розвитком ткацьких технологій гамаки стали виготовляти із цільного прямокутного шматка тканини. Тепер гамаки можуть виготовляти з синтетичних волокон. Відріз тканини або сітки кріпиться мотузками за два протилежних краї на двох рознесених високих точках опори: деревах, стовпах, стінах або спеціальному каркасі.

## Історія
Гамак винайдено південноамериканськими індіанцями задовго до відкриття Нового Світу іспанцями. Від індіанців технологія виготовлення перейшла до європейців, які стали широко застосовувати гамаки на кораблях як підвісні ліжка для членів команди.
У 1553 році дається перше згадування цього слова в книзі «Хроніка Перу» Сьєса де Леона. У нього воно подано, як «hamaca».
Згодом гамаки отримали широке розповсюдження в портових містах Старого Світу, а потім і в усьому світі.
Тепер існують гамаки різних типів, вони є популярним і зручним предметом обстановки й, як правило, використовуються в заміських будинках і просто неба.